# Oliete
Oliete ist eine Gemeinde (municipio) in der Provinz Teruel in der Autonomen Region Aragón in Spanien. Sie liegt in der Comarca Andorra-Sierra de Arcos und hatte 2024 367 Einwohner.

## Lage und Klima
Oliete liegt etwa 65 Kilometer (Luftlinie) in nordnordöstlicher Richtung von der Provinzhauptstadt Teruel und etwa 60 Kilometer (Luftlinie) südsüdöstlich von Saragossa in einer Höhe von ca. 550 m. Das Klima in Oliete ist gemäßigt und warm. Innerhalb eines Jahres fallen 503 mm Niederschlag.

## Bevölkerungsentwicklung
| Jahr      | 1970 | 1981 | 1991 | 2001 | 2011 | 2021 |
| Einwohner | 1035 | 711  | 574  | 454  | 447  | 341  |

Die Mechanisierung der Landwirtschaft sowie die Aufgabe bäuerlicher Kleinbetriebe und der daraus resultierende Verlust an Arbeitsplätzen haben seit der Mitte des 20. Jahrhunderts zu einer Landflucht geführt.

## Sehenswürdigkeiten
- Kirche Mariä Himmelfahrt (Iglesia de Nuestra Señora de la Asunción)
- Bartholomäuskapelle
- Kalvarienkapelle
- Peterskapelle
- Marienkapelle

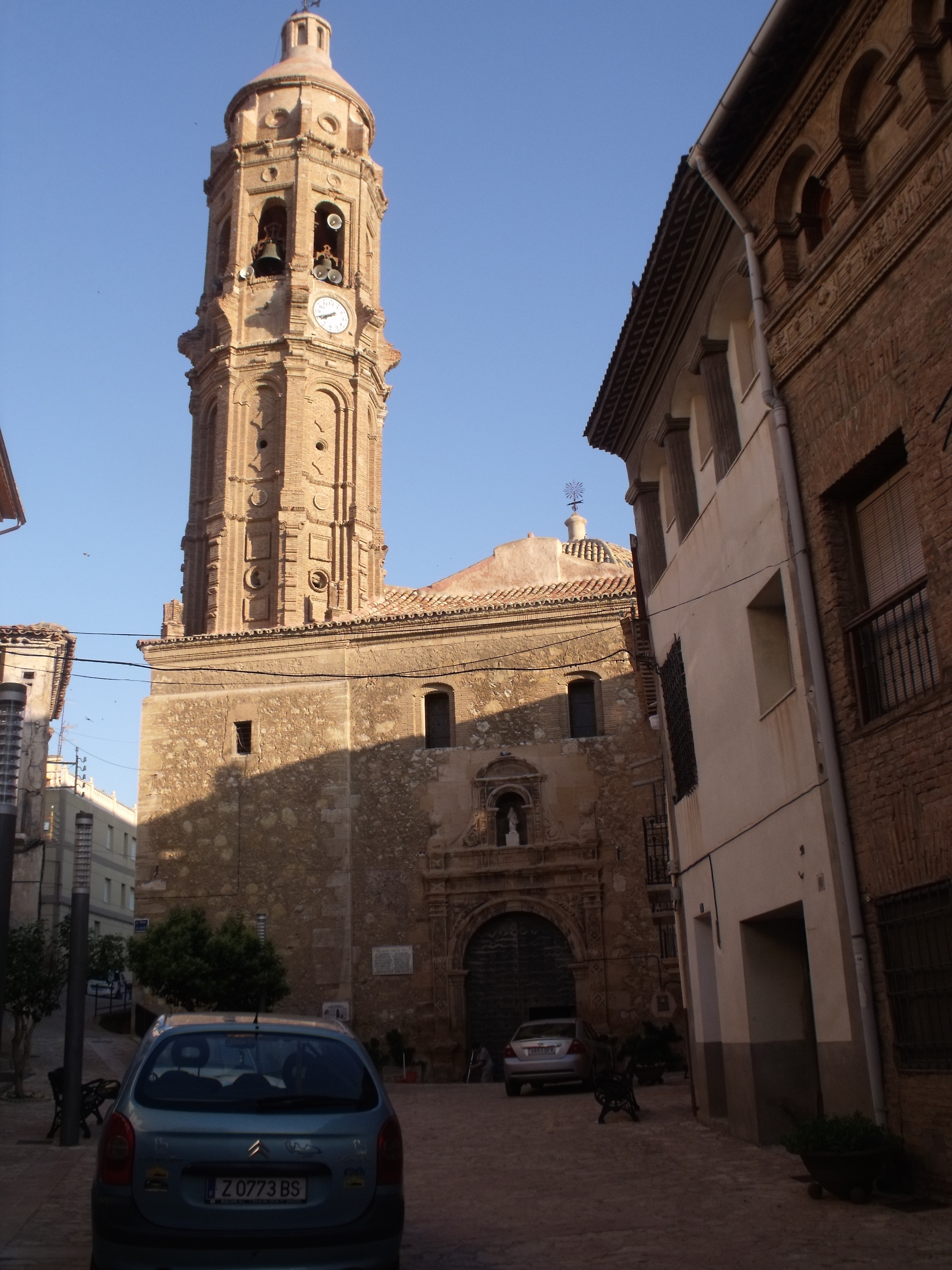
Kirche Mariä Himmelfahrt